# Liste des saints du XIIIe siècle

Cette liste concerne les saints et les bienheureux, reconnus comme tels par l'Église catholique, ayant vécu au XIIIe siècle.

## Années 1200

### Année 1200
| No. | Image      | Nom                   | Dates     | Informations                                    |
| --- | ---------- | --------------------- | --------- | ----------------------------------------------- |
| 1.  | sans cadre | Saint Hugues d'Avalon | 1140-1200 | Religieux chartreux français, évêque de Lincoln |

### Année 1201
| No. | Image      | Nom                             | Dates  | Informations                                          |
| --- | ---------- | ------------------------------- | ------ | ----------------------------------------------------- |
| 1.  | sans cadre | Bienheureux Foulques de Neuilly | † 1201 | Prêtre français, prédicateur de la Quatrième Croisade |

### Année 1202
| No. | Image      | Nom                          | Dates     | Informations                                              |
| --- | ---------- | ---------------------------- | --------- | --------------------------------------------------------- |
| 1.  | sans cadre | Bienheureux Joachim de Flore | 1130-1202 | Religieux et théologien cistercien italien                |
| 2.  | sans cadre | Saint Ludan de Nordhouse     | † 1202    | Pèlerin écossais mort en France de retour de Terre-Sainte |

### Année 1203
| No. | Image      | Nom                      | Dates     | Informations                                  |
| --- | ---------- | ------------------------ | --------- | --------------------------------------------- |
| 1.  | sans cadre | Saint Guillaume de Paris | 1125-1203 | Religieux français, abbé d'Eskill au Danemark |

### Année 1204
| No. | Image      | Nom                         | Dates     | Informations                                                 |
| --- | ---------- | --------------------------- | --------- | ------------------------------------------------------------ |
| 1.  | sans cadre | Saint Isfried de Ratzebourg | 1115-1204 | Religieux allemand, devenu prince-évêque de Ratzebourg       |
| 2.  | sans cadre | Saint Obice                 | 1150-1204 | Chevalier italien, devenu oblat dans un monastère bénédictin |

### Année 1205
| No. | Image      | Nom                             | Dates     | Informations                      |
| --- | ---------- | ------------------------------- | --------- | --------------------------------- |
| 1.  | sans cadre | Bienheureuse Jeanne d'Aza       | 1135-1205 | Mère de saint Dominique de Guzmán |
| 2.  |            | Bienheureux Guillaume de Fenoli | † 1205    | Moine chartreux italien           |
| 3.  | sans cadre | Sainte Ubaldesca Taccini        | 1136-1205 | Sœur de Saint-Jean de Jérusalem   |

### Année 1206
| No. | Image      | Nom                     | Dates     | Informations                                                                             |
| --- | ---------- | ----------------------- | --------- | ---------------------------------------------------------------------------------------- |
| 1.  | sans cadre | Saint Arthaud de Belley | 1101-1206 | Moine chartreux français, fondateur de la chartreuse d'Arvières qui fut évêque de Belley |

### Année 1207
| No. | Image      | Nom                        | Dates     | Informations                                 |
| --- | ---------- | -------------------------- | --------- | -------------------------------------------- |
| 1.  | sans cadre | Sainte Bonne de Pise       | 1156-1207 | Oblate de Saint-Augustin aidant les pèlerins |
| 2.  |            | Bienheureux Diego d'Osma   | † 1207    | Évêque d'Osma                                |
| 3.  |            | Bienheureux Gérard Mecatti | 1174-1207 | Ermite italien                               |

### Année 1208
| No. | Image      | Nom                             | Dates     | Informations                                |
| --- | ---------- | ------------------------------- | --------- | ------------------------------------------- |
| 1.  | sans cadre | Saint Étienne de Châtillon      | 1155-1208 | Religieux chartreux français, évêque de Die |
| 2.  | sans cadre | Saint Julien de Burgos          | 1127-1208 | Évêque de Cuenca                            |
| 3.  | sans cadre | Bienheureux Pierre de Castelnau | 1170-1208 | Légat du Pape assassiné par les Cathares    |

### Année 1209
| No. | Image      | Nom                        | Dates     | Informations          |
| --- | ---------- | -------------------------- | --------- | --------------------- |
| 1.  | sans cadre | Saint Guillaume de Bourges | 1120-1209 | Archevêque de Bourges |

## Années 1210

### Année 1211
| No. | Image      | Nom                    | Dates     | Informations                  |
| --- | ---------- | ---------------------- | --------- | ----------------------------- |
| 1.  | sans cadre | Saint Eustache de Fly  | 1178-1211 | Religieux cistercien français |
| 2.  | sans cadre | Sainte Alpais de Cudot | 1155-1211 | Ermite et mystique française  |

### Année 1212
| No. | Image      | Nom                   | Dates     | Informations                                                         |
| --- | ---------- | --------------------- | --------- | -------------------------------------------------------------------- |
| 1.  | sans cadre | Saint Félix de Valois | 1127-1212 | Religieux et ermite français, cofondateur de l'Ordre des Trinitaires |

### Année 1213
| No. | Image      | Nom                          | Dates     | Informations                                          |
| --- | ---------- | ---------------------------- | --------- | ----------------------------------------------------- |
| 1.  | sans cadre | Saint Jean de Matha          | 1160-1213 | Prêtre français, fondateur de l'Ordre des Trinitaires |
| 2.  |            | Bienheureuse Marie d'Oignies | 1177-1213 | Épouse et recluse, mystique                           |

### Année 1214
| No. | Image      | Nom                          | Dates     | Informations                                                            |
| --- | ---------- | ---------------------------- | --------- | ----------------------------------------------------------------------- |
| 1.  | sans cadre | Saint Albert de Jérusalem    | 1150-1214 | Prêtre italien, patriarche de Jérusalem, fondateur de l'Ordre du Carmel |
| 1.  |            | Bienheureux Ogler de Locedio | 1136-1214 | Moine cistercien, abbé du monastère de Locedio en Italie                |

### Année 1218
| No. | Image      | Nom                                 | Dates     | Informations                     |
| --- | ---------- | ----------------------------------- | --------- | -------------------------------- |
| 1.  | sans cadre | Sainte France de Vitalta            | 1127-1212 | Religieuse italienne bénédictine |
| 2.  | sans cadre | Bienheureux Robert de Knaresborough | 1160-1218 | Ermite anglais                   |

## Années 1220

### Année 1220
| No. | Image      | Nom                                  | Dates  | Informations                                |
| --- | ---------- | ------------------------------------ | ------ | ------------------------------------------- |
| 1.  | sans cadre | Saints Franciscains martyrs du Maroc | † 1120 | Missionnaires franciscains martyrs au Maroc |

### Année 1221
| No. | Image      | Nom                       | Dates     | Informations                                                                      |
| --- | ---------- | ------------------------- | --------- | --------------------------------------------------------------------------------- |
| 1.  | sans cadre | Saint Dominique de Guzmán | 1170-1221 | Prêtre espagnol, fondateur de l'Ordre des frères prêcheurs                        |
| 2.  | sans cadre | Saint Abraham de Smolensk | 1172-1222 | Religieux russe, abbé à Smolensk (orthodoxe mais reconnu par l'Église catholique) |

### Année 1223
| No. | Image      | Nom                          | Dates     | Informations       |
| --- | ---------- | ---------------------------- | --------- | ------------------ |
| 1.  | sans cadre | Bienheureux Vincent Kadlubek | 1150-1223 | Évêque de Cracovie |

### Année 1224
| No. | Image      | Nom                       | Dates     | Informations                        |
| --- | ---------- | ------------------------- | --------- | ----------------------------------- |
| 1.  | sans cadre | Saint Adolphe d'Osnabrück | 1185-1224 | Prêtre allemand, évêque d'Osnabrück |

### Année 1225
| No. | Image      | Nom                         | Dates     | Informations |
| --- | ---------- | --------------------------- | --------- | --- |
| 1.  | sans cadre | Saint Ange de Jérusalem     | 1185-1225 | Prêtre carme italien, missionnaire en Terre sainte, martyr en Sicile                                                 |
| 2.  | sans cadre | Saint Engelbert de Cologne  | 1185-1225 | Évêque de Cologne et comte de Berg                                                                                   |
| 3.  |            | Saint Raynald de Nocera     | 1150-1225 | Religieux italien, évêque de Nocera                                                                                  |
| 4.  | sans cadre | Saint Marguerite de Louvain | 1207-1225 | Jeune servante dans une auberge prévoyant de rejoindre les ordres, tuée par des brigands qui cherchaient à la violer |

### Année 1226
| No. | Image      | Nom                          | Dates     | Informations                                                           |
| --- | ---------- | ---------------------------- | --------- | ---------------------------------------------------------------------- |
| 1.  | sans cadre | Saint François d'Assise      | 1182-1226 | Religieux et mystique italien, fondateur de l'Ordre des frères mineurs |
| 2.  | sans cadre | Bienheureuse Béatrice d'Este | 1182-1226 | Abbesse italienne                                                      |

### Année 1227
| No. | Image      | Nom                              | Dates     | Informations                           |
| --- | ---------- | -------------------------------- | --------- | -------------------------------------- |
| 1.  | sans cadre | Saint Conrad d'Urach             | 1170-1227 | Religieux cistercien italien, cardinal |
| 2.  | sans cadre | Bienheureux Louis IV de Thuringe | 1200-1227 | landgrave de Thuringe                  |

### Année 1228
| No. | Image      | Nom                  | Dates     | Informations                   |
| --- | ---------- | -------------------- | --------- | ------------------------------ |
| 1.  | sans cadre | Sainte Ivette de Huy | 1157-1228 | Veuve puis recluse et mystique |

### Année 1229
| No. | Image      | Nom                              | Dates     | Informations                                |
| --- | ---------- | -------------------------------- | --------- | ------------------------------------------- |
| 1.  | sans cadre | Bienheureuse Sanchie du Portugal | 1182-1229 | Princesse portugaise, fondatrice et moniale |

## Années 1230

### Année 1230
| No. | Image | Nom                               | Dates  | Informations                                               |
| --- | ----- | --------------------------------- | ------ | ---------------------------------------------------------- |
| 1.  |       | Bienheureux Bertrand de Garrigues | † 1230 | Prêtre dominicain français, compagnon de saint Dominique   |
| 2.  |       | Bienheureux Pacifique             | † 1230 | Religieux franciscain italien, compagnon de saint François |

### Année 1231
| No. | Image      | Nom                                | Dates     | Informations                                                                                      |
| --- | ---------- | ---------------------------------- | --------- | ------------------------------------------------------------------------------------------------- |
| 1.  | sans cadre | Saint Antoine de Padoue            | 1195-1231 | Prêtre franciscain portugais, prédicateur en Italie et en France, mystique et Docteur de l'Église |
| 2.  | sans cadre | Bienheureux Brocard du mont Carmel | † 1231    | Religieux et ermite français, cofondateur de l'Ordre du Carmel en Terre sainte                    |
| 3.  | sans cadre | Sainte Élisabeth de Hongrie        | 1207-1231 | Duchesse hongroise                                                                                |
| 4.  | sans cadre | Bienheureux Folquet de Marseille   | 1155-1231 | Religieux cistercien italien, évêque de Toulouse                                                  |

### Année 1233
| No. | Image      | Nom                  | Dates     | Informations                                                        |
| --- | ---------- | -------------------- | --------- | ------------------------------------------------------------------- |
| 1.  | sans cadre | Saint Hugues Canefro | 1148-1233 | Religieux italien, chapelain de l'Ordre de Saint-Jean de Jérusalem. |

### Année 1234
| No. | Image      | Nom                     | Dates  | Informations           |
| --- | ---------- | ----------------------- | ------ | ---------------------- |
| 1.  | sans cadre | Saint Guillaume Pinchon | † 1234 | Évêque de Saint-Brieuc |

### Année 1236
| No. | Image      | Nom                          | Dates       | Informations                                                                                            |
| --- | ---------- | ---------------------------- | ----------- | --- |
| 1.  | sans cadre | Saint Sava de Serbie         | † 1236      | Premier archevêque de l'église autocéphale serbe ; orthodoxe mais culte accepté par l'Église catholique |
| 1.  |            | Bienheureuse Diane d'Andalo  | 1201 - 1236 | Religieuse dominicaine italienne                                                                        |
| 1.  | sans cadre | Bienheureuse Philippa Mareri | 1190 - 1236 | Religieuse clarisse italienne                                                                           |
| 1.  | sans cadre | Saint Conon de Naso          | 1139 - 1236 | Higoumène (abbé) sicilien ; orthodoxe mais culte accepté par l'Église catholique                        |

### Année 1237
| No. | Image      | Nom                          | Dates       | Informations                  |
| --- | ---------- | ---------------------------- | ----------- | ----------------------------- |
| 1.  | sans cadre | Bienheureux Jourdain de Saxe | 1190 - 1237 | Religieux dominicain allemand |

## Années 1240

### Année 1240
| No. | Image      | Nom                    | Dates       | Informations                                                                                      |
| --- | ---------- | ---------------------- | ----------- | ------------------------------------------------------------------------------------------------- |
| 1.  | sans cadre | Saint Sérapion d'Alger | 1179 - 1240 | Religieux mercédaire britannique, otage volontaire en échange de la libération de captifs, martyr |
| 2.  | sans cadre | Saint Raymond Nonnat   | 1204 - 1240 | Religieux mercédaire catalan                                                                      |

### Année 1241
| No. | Image      | Nom                  | Dates       | Informations                           |
| --- | ---------- | -------------------- | ----------- | -------------------------------------- |
| 1.  | sans cadre | Saint Hermann Joseph | 1151 - 1241 | Religieux prémontré allemand, mystique |

### Année 1242
| No. | Image      | Nom                           | Dates                     | Informations                              |
| --- | ---------- | ----------------------------- | ------------------------- | ----------------------------------------- |
| 1.  | sans cadre | Saint Edmond Rich d'Abingdon  | 1170 - 1242               | Archevêque de Cantorbéry                  |
| 2.  |            | Bienheureuse Hélène Enselmini | 1207 - 1231, 1242 ou 1251 | Religieuse clarisse en Vénétie, mystique. |

### Année 1243
| No. | Image      | Nom                      | Dates       | Informations                                                   |
| --- | ---------- | ------------------------ | ----------- | -------------------------------------------------------------- |
| 1.  | sans cadre | Sainte Edwige de Silésie | 1174 - 1243 | Duchesse de Silésie, Reine de Pologne, religieuse cistercienne |

### Année 1246
| No. | Image      | Nom                              | Dates       | Informations                   |
| --- | ---------- | -------------------------------- | ----------- | ------------------------------ |
| 1.  | sans cadre | Bienheureux Pedro González Telmo | 1190 - 1246 | Religieux dominicain castillan |

### Année 1247
| No. | Image      | Nom                    | Dates | Informations                  |
| --- | ---------- | ---------------------- | ----- | ----------------------------- |
| 1.  | sans cadre | Saint Thibaut de Marly | 1247  | Religieux cistercien français |

## Années 1250

### Année 1250
| No. | Image      | Nom                              | Dates       | Informations                                    |
| --- | ---------- | -------------------------------- | ----------- | ----------------------------------------------- |
| 1.  | sans cadre | Sainte Alice de Schaerbeek       | 1225 - 1250 | Religieuse cistercienne bruxelloise, lépreuse   |
| 2.  | sans cadre | Bienheureuse Thérèse de Portugal | 1176 - 1250 | Princesse portugaise, Reine de Léon, religieuse |

### Année 1251
| No. | Image      | Nom                         | Dates  | Informations                                              |
| --- | ---------- | --------------------------- | ------ | --------------------------------------------------------- |
| 1.  | sans cadre | Bienheureux André Gallerani | † 1251 | Religieux italien, fondateur des Frères de la Miséricorde |

### Année 1252
| No. | Image      | Nom                             | Dates     | Informations                                        |
| --- | ---------- | ------------------------------- | --------- | --------------------------------------------------- |
| 1.  |            | Sainte Aimée d'Assise           | 1200-1252 | Religieuse clarisse italienne                       |
| 2.  | sans cadre | Saint Ferdinand III de Castille | 1199-1252 | Roi de Castille                                     |
| 3.  | sans cadre | Saint Pierre de Vérone          | 1205-1252 | Religieux dominicain italien, inquisiteur et martyr |
| 4.  | sans cadre | Sainte Rose de Viterbe          | 1235-1252 | Jeune laïque et mystique franciscaine italienne     |
| 5.  | sans cadre | Sainte Zdislava de Lemberk      | 1215-1252 | Épouse et mère de famille tchèque                   |

### Année 1253
| No. | Image      | Nom                          | Dates     | Informations                                                                                      |
| --- | ---------- | ---------------------------- | --------- | ------------------------------------------------------------------------------------------------- |
| 1.  | sans cadre | Sainte Claire d'Assise       | 1194-1253 | Religieuse italienne, sœur et disciple de saint François, fondatrice de l'Ordre des Pauvres Dames |
| 2.  | sans cadre | Sainte Agnès d'Assise        | 1197-1253 | Religieuse clarisse italienne                                                                     |
| 3.  | sans cadre | Sainte Fina de San Geminiano | 1238-1253 | Jeune laïque italienne                                                                            |
| 4.  | sans cadre | Saint Richard de Chichester  | 1197-1253 | Évêque britannique                                                                                |

### Année 1255
| No. | Image      | Nom                        | Dates       | Informations                     |
| --- | ---------- | -------------------------- | ----------- | -------------------------------- |
| 1.  | sans cadre | Bienheureux Arnaud Cataneo | 1185 - 1255 | Moine et abbé bénédictin italien |

### Année 1256
| No. | Image      | Nom                   | Dates     | Informations                                                                 |
| --- | ---------- | --------------------- | --------- | ---------------------------------------------------------------------------- |
| 1.  | sans cadre | Saint Pierre Nolasque | 1180-1256 | Religieux occitan ou catalan, fondateur de l'Ordre de Notre-Dame-de-la-Merci |

### Année 1257
| No. | Image      | Nom                         | Dates       | Informations                                                                                                 |
| --- | ---------- | --------------------------- | ----------- | --- |
| 1.  | sans cadre | Saint Hyacinthe de Cracovie | 1185 - 1257 | Religieux dominicain polonais, missionnaire dans toute l'Europe du Nord et de l'Est ainsi qu'en Asie mineure |

### Année 1258
| No. | Image      | Nom                          | Dates     | Informations                                                                              |
| --- | ---------- | ---------------------------- | --------- | ----------------------------------------------------------------------------------------- |
| 1.  | sans cadre | Sainte Julienne de Cornillon | 1193-1258 | Abbesse augustinienne liégeoise et mystique, à l'origine de l'institution de la Fête-Dieu |

## Années 1260

### Année 1260
| No. | Image      | Nom                             | Dates     | Informations                              |
| --- | ---------- | ------------------------------- | --------- | ----------------------------------------- |
| 1.  | sans cadre | Saint Boniface de Bruxelles     | 1181-1260 | Théologien brabantais, évêque de Lausanne |
| 2.  | sans cadre | Sainte Judith de Kulmsee        | 1200-1260 | Religieuse allemande, fondatrice          |
| 3.  | sans cadre | Bienheureux Luchèse de Caggiano | 1180-1260 | Premier pénitent (tertiaire) franciscain  |

### Année 1261
| No. | Image | Nom                     | Dates  | Informations          |
| --- | ----- | ----------------------- | ------ | --------------------- |
| 1.  |       | Saint Philippe Berruyer | † 1261 | Archevêque de Bourges |

### Année 1265
| No. | Image      | Nom               | Dates     | Informations            |
| --- | ---------- | ----------------- | --------- | ----------------------- |
| 1.  | sans cadre | Saint Simon Stock | 1164-1265 | Religieux carme anglais |

### Année 1267
| No. | Image      | Nom                       | Dates     | Informations                                            |
| --- | ---------- | ------------------------- | --------- | ------------------------------------------------------- |
| 1.  | sans cadre | Saint Sylvestre Guzzolini | 1177-1267 | Religieux italien, fondateur de l'ordre des Sylvestrins |

## Années 1270

### Année 1270
| No. | Image      | Nom                             | Dates     | Informations                                            |
| --- | ---------- | ------------------------------- | --------- | ------------------------------------------------------- |
| 1.  | sans cadre | Saint Louis de France           | 1214-1270 | Roi de France, croisé et tertiaire franciscain          |
| 2.  | sans cadre | Bienheureux Boniface de Savoie  | 1207-1270 | Archevêque de Cantorbéry                                |
| 3.  | sans cadre | Bienheureuse Isabelle de France | 1225-1270 | Religieuse clarisse italienne, nièce de Claire d'Assise |

### Année 1271
| No. | Image      | Nom                          | Dates     | Informations                                                   |
| --- | ---------- | ---------------------------- | --------- | -------------------------------------------------------------- |
| 1.  | sans cadre | Sainte Marguerite de Hongrie | 1242-1271 | Religieuse dominicaine hongroise, nièce d'Élisabeth de Hongrie |

### Année 1274
| No. | Image      | Nom                                   | Dates     | Informations                                                      |
| --- | ---------- | ------------------------------------- | --------- | ----------------------------------------------------------------- |
| 1.  | sans cadre | Bienheureuse Jacqueline de Septisoles | 1192-1274 | Religieuse italienne, disciple de saint François                  |
| 2.  | sans cadre | Saint Thomas d'Aquin                  | 1224-1274 | Prêtre et théologien dominicain italien, Docteur de l'Église      |
| 3.  | sans cadre | Saint Bonaventure de Bagnoregio       | 1221-1274 | Philosophe et théologien franciscain italien, Docteur de l'Église |

### Année 1275
| No. | Image      | Nom                       | Dates     | Informations                             |
| --- | ---------- | ------------------------- | --------- | ---------------------------------------- |
| 1.  | sans cadre | Saint Raymond de Peñafort | 1180-1275 | Prêtre et théologien dominicain espagnol |

### Année 1276
| No. | Image      | Nom                    | Dates     | Informations |
| --- | ---------- | ---------------------- | --------- | ------------ |
| 1.  | sans cadre | Bienheureux Grégoire X | 1210-1276 | Pape         |
| 2.  | sans cadre | Bienheureux Innocent V | 1225-1276 | Pape         |

### Année 1277
| No. | Image | Nom                           | Dates     | Informations                  |
| --- | ----- | ----------------------------- | --------- | ----------------------------- |
| 1.  |       | Bienheureux Humbert de Romans | 1190-1277 | Religieux dominicain français |

### Année 1278
| No. | Image      | Nom                    | Dates     | Informations         |
| --- | ---------- | ---------------------- | --------- | -------------------- |
| 1.  | sans cadre | Sainte Zita de Lucques | 1218-1278 | Domestique italienne |

## Années 1280

### Année 1280
| No. | Image      | Nom                   | Dates     | Informations |
| --- | ---------- | --------------------- | --------- | --- |
| 1.  | sans cadre | Saint Albert le Grand | 1200-1280 | Religieux dominicain, philosophe, théologien, naturaliste, chimiste, évêque de Ratisbonne, professeur de Thomas d'Aquin |

### Année 1282
| No. | Image      | Nom                       | Dates        | Informations                                   |
| --- | ---------- | ------------------------- | ------------ | ---------------------------------------------- |
| 1.  | sans cadre | Sainte Agnès de Bohême    | 1205-1282    | Princesse de Bohème, religieuse clarisse       |
| 2.  |            | Saint Thomas de Cantilupe | v. 1218-1282 | Chancelier d'Angleterre et évêque de Hereford. |

### Année 1285
| No. | Image      | Nom                   | Dates     | Informations                                                  |
| --- | ---------- | --------------------- | --------- | ------------------------------------------------------------- |
| 1.  | sans cadre | Saint Philippe Benizi | 1233-1285 | Médecin et religieux italien de l'Ordre des Servites de Marie |

### Année 1286
| No. | Image      | Nom                            | Dates     | Informations                                                        |
| --- | ---------- | ------------------------------ | --------- | ------------------------------------------------------------------- |
| 1.  | sans cadre | Bienheureux Ambroise de Sienne | 1220-1286 | Religieux dominicain, enseignant, missionnaire et diplomate italien |

### Année 1289
| No. | Image      | Nom                          | Dates     | Informations                                         |
| --- | ---------- | ---------------------------- | --------- | ---------------------------------------------------- |
| 1.  | sans cadre | Bienheureux Pierre Pettinaio | 1189-1289 | Marchand de peignes florentin, tertiaire franciscain |
| 2.  | sans cadre | Bienheureux Jean de Parme    | 1209-1289 | Religieux franciscain italien                        |

## Années 1290

### Année 1290
| No. | Image      | Nom                      | Dates     | Informations                                                                                |
| --- | ---------- | ------------------------ | --------- | ------------------------------------------------------------------------------------------- |
| 1.  | sans cadre | Sainte María de Cervelló | 1230-1290 | Religieuse catalane, fondatrice de la branche féminine de l'ordre de Notre-Dame-de-la-Merci |

### Année 1293
| No. | Image      | Nom                     | Dates     | Informations                              |
| --- | ---------- | ----------------------- | --------- | ----------------------------------------- |
| 1.  | sans cadre | Sainte Kinga de Pologne | 1234-1293 | Duchesse de Cracovie, religieuse clarisse |

### Année 1296
| No. | Image      | Nom              | Dates     | Informations |
| --- | ---------- | ---------------- | --------- | ------------ |
| 1.  | sans cadre | Saint Célestin V | 1209-1296 | Pape         |

### Année 1297
| No. | Image      | Nom                          | Dates     | Informations                                       |
| --- | ---------- | ---------------------------- | --------- | -------------------------------------------------- |
| 1.  | sans cadre | Sainte Marguerite de Cortone | 1247-1297 | Tiertiaire franciscaine italienne, fondatrice      |
| 2.  | sans cadre | Saint Louis d'Anjou          | 1274-1297 | Évêque de Toulouse, petit-neveu du roi Saint Louis |

### Année 1298
| No. | Image      | Nom                             | Dates     | Informations                                                                                            |
| --- | ---------- | ------------------------------- | --------- | --- |
| 1.  | sans cadre | Bienheureux Jacques de Voragine | 1230-1298 | Religieux dominicain italien, archevêque de Gênes, auteur de la Légende dorée                           |
| 2.  | sans cadre | Saint Gérard de Lunel           | 1275-1298 | Ermite français                                                                                         |
| 3.  | sans cadre | Sainte Mechtilde de Hackeborn   | 1241-1298 | Religieuse cistercienne allemande, une des premières mystiques à l'origine de la dévotion au Sacré-Cœur |
| 4.  | sans cadre | Bienheureuse Yolande de Pologne | 1235-1298 | Princesse hongroise, duchesse de Grande-Pologne, religieuse clarisse, fondatrice                        |